# Mendigos do Mar
Mendigos do Mar (neerlandês: Geuzen, francês: Les Gueux, inglês: the Beggars) foi um nome assumido pela confederação de nobres holandeses calvinistas e outros descontentes, que a partir de 1566 se opuseram ao governo espanhol nos Países Baixos. O grupo mais bem-sucedido deles operava no mar, e portanto era chamado de Watergeuzen (francês: Gueux de mer, inglês: Sea Beggars). Na Guerra dos Oitenta Anos, a captura de Brielle pelos Watergeuzen em 1572 concedeu a primeira base de apoio em terra para os rebeldes, que conquistariam o norte dos Países Baixos e estabeleceriam uma república holandesa.

## Origem do nome
Os líderes dos nobres eram Luís de Nassau e Henrique, conde de Bréderode, que assinaram uma liga solene conhecida como o Compromisso de Breda, pelo qual eles se uniam para ajudar na defesa dos direitos e liberdades dos Países baixos contra o despotismo civil e religioso de Felipe II de Espanha. Em 5 de abril de 1566, foi obtida permissão para os confederados apresentarem uma petição de reclamações à regente, Margarida de Parma. Cerca de 250 nobres marcharam ao palácio acompanhados por Luís de Nassau e por Bréderode. A regente inicialmente ficou amedrontada com a aparência de tão grande corporação, mas um de seus conselheiros, Berlaymont, exclamou: "O quê, senhora, amedronta sua alteza nestes mendigos (ces gueux)?".
A denominação não foi esquecida. No grande banquete organizado para cerca de 300 confederados no hotel Culemburg três dias depois, Bréderode num discurso declarou que caso fosse necessário eles estariam todos prontos para se tornar mendigos pela causa de seu país. A denominação se tornou daí em diante o nome do partido. O partido patriota adotou os emblemas dos mendigos, a carteira e a tigela, como ornamentos para serem usados em seus chapéus e cintos, e uma medalha foi cunhada tendo em um lado a efígie de Felipe II e no outro um aperto de mãos com o lema Fidèle au roy, jusqu'à porter la besace ("Leal ao rei, até carregando a bolsa de mendigo"). A liga original de mendigos teve vida curta, sendo esmagada por Alba, mas seus princípios sobreviveram e no final foram vencedores.

## Mendigos do Mar

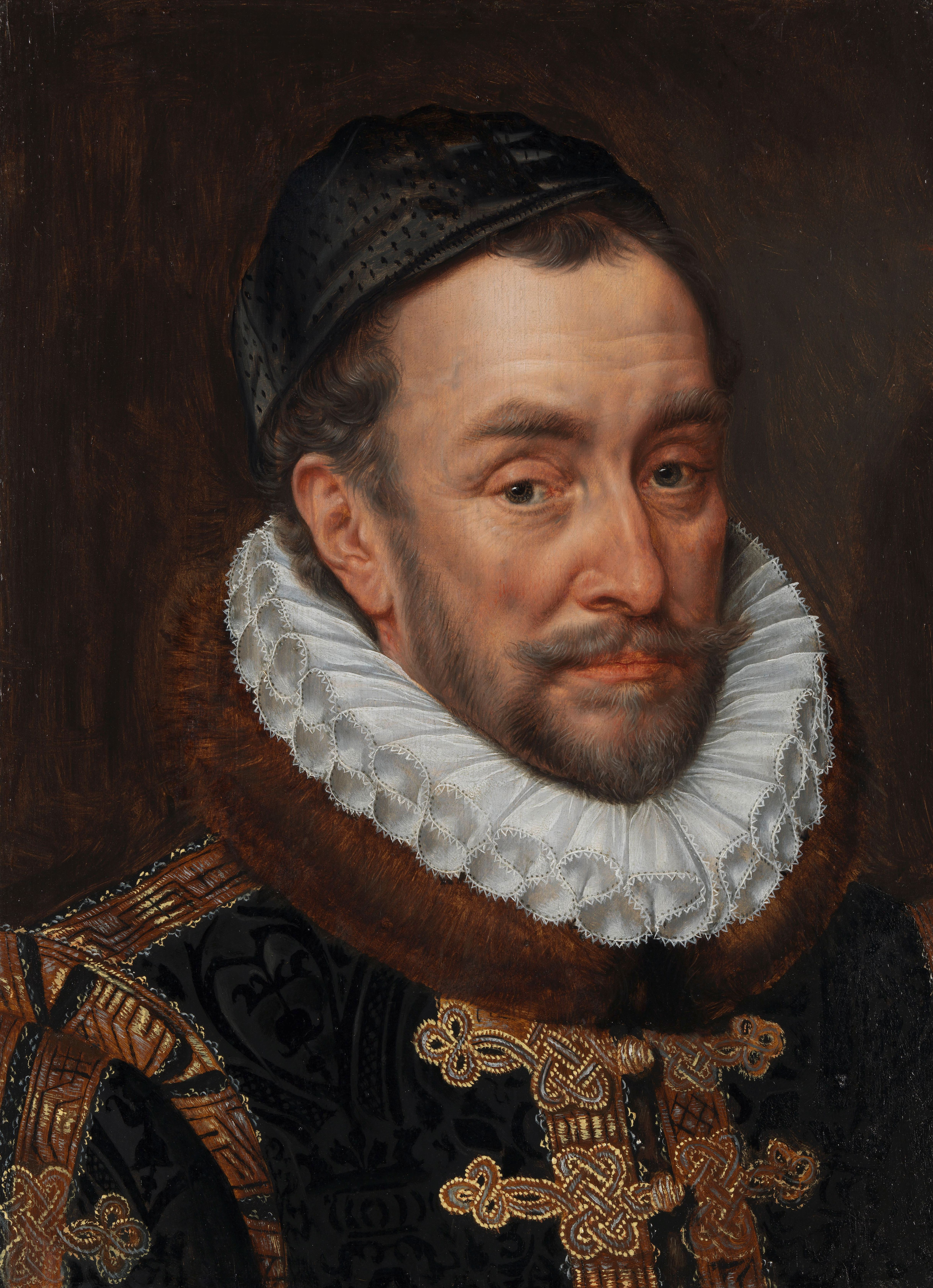
Guilherme I de Orange

Em 1569 Guilherme I de Orange, que não tinha abertamente se colocado à frente do partido de revolta, emitiu cartas de corso para vários navios tripulados por criminosos de várias nacionalidades. Estes violentos corsários sob o comando de uma sucessão de líderes ousados e impulsivos, o mais conhecido deles Guilherme II de la Marck, senhor de Lumey, foram chamados de Mendigos do Mar. Inicialmente eles estavam satisfeitos em meramente saquear por mar e por terra, e levar seus butins para os portos ingleses onde eles podiam se reequipar e reabastecer.

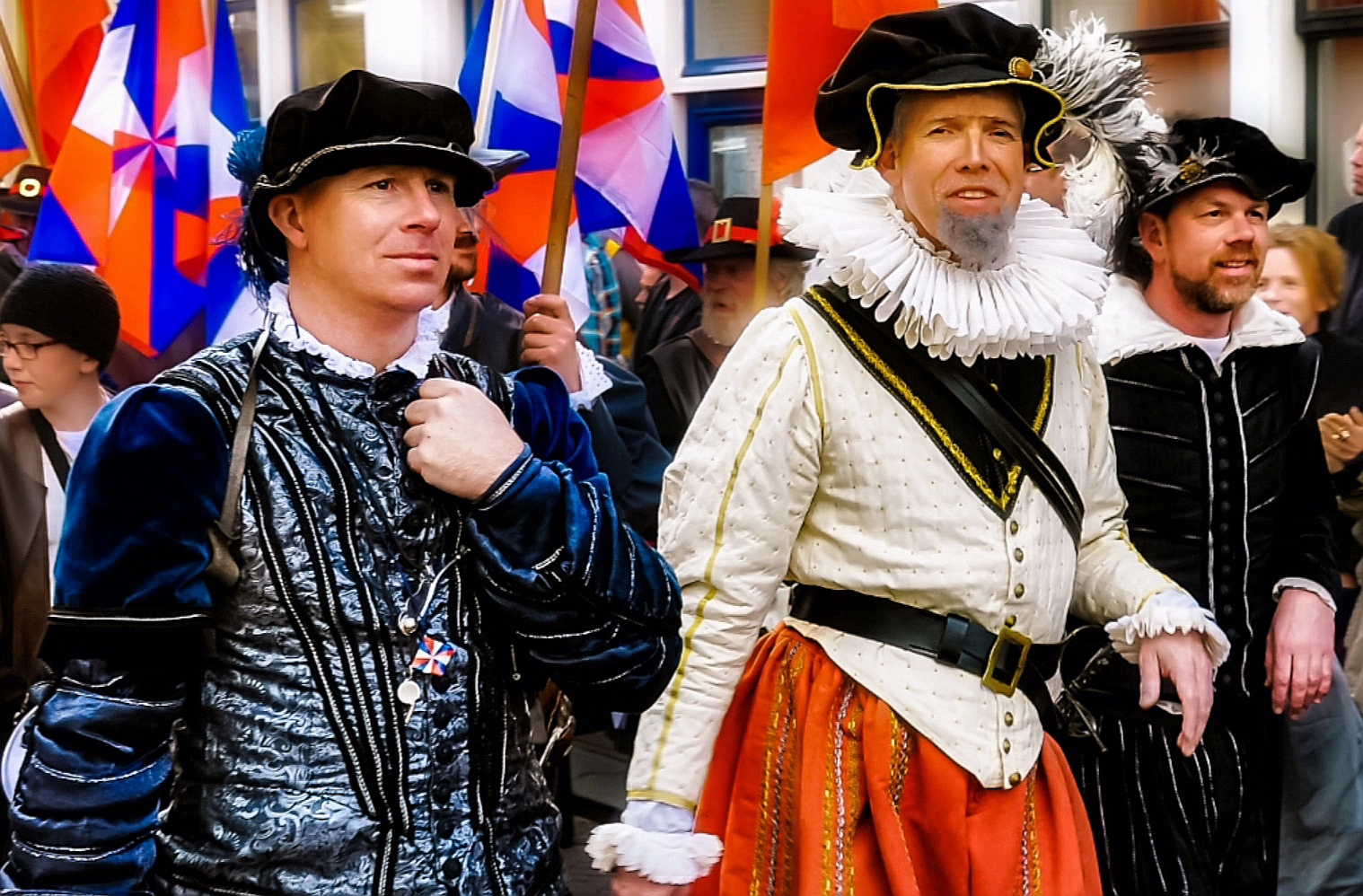
Desfile histórico em Den Briel para comemorar o 540º aniversário da conquista de Brille em 1º de abril de 2012. Os líderes dos Mendigos do Mar, Guilherme II de la Marck (meio), Willem Bloys van Treslong (esquerda) e Lenaert Jansz de Graeff (direita).

No entanto, em 1572, a rainha Elizabeth I de Inglaterra abruptamente se recusou a admitir os Mendigos do Mar em seus portos. Não tendo mais refúgio, eles fizeram um ataque desesperado a Brielle, liderados por De la Marck, Lenaert Jansz de Graeff e Willem Bloys van Treslong, que eles tomaram de surpresa na ausência da guarnição espanhola em 1º de abril de 1572. Encorajados por esse surpreendente sucesso, eles então navegaram para Vlissingen, que também foi tomada num ataque rápido. A captura destas duas cidades foi o sinal de uma reviravolta, permitindo uma revolta geral dos Países Baixos, e é considerado como o verdadeiro início da independência holandesa.
Em 1573 os Mendigos do Mar derrotaram uma esquadra espanhola sob o comando do almirante Bossu fora do porto de Hoorn no golfo Zuiderzee. Misturados à população nativa, eles rapidamente estimularam rebeliões contra o "Duque de Ferro" cidade após cidade e estenderam a resistência ao sul.
Alguns dos ancestrais dos grandes heróis navais holandeses começaram suas carreiras navais como Mendigos do Mar, como Evert Heindricxzen, o avô de Cornelis Evertsen, o velho. Muitas medalhas de mendigo foram concedidas.

## Legado
Estudantes holandeses foram ensinados uma pequeno rima para lembrarem desse evento: 
"Op 1 april verloor Alva zijn bril"
significando "Em 1º de Abril, Alva perdeu seus óculos" fazendo um trocadilho entre bril, 'óculos' em holandês, e o nome da cidade, Brielle ou Den Briel.[5]
"1º de Abril" é o nome em holandês para April Fools' Day, o Dia da Mentira, em português.